# Макарчук Микола Юхимович
Макарчук Микола Юхимович (нар. 1 жовтня 1954, село Переброди, Житомирська область) — доктор біологічних наук, професор, академік АН ВШ України.

## Коротка біографія
- 1977 — закінчив біологічний факультет Київського національного університету ім. Тараса Шевченка.
- 1980 — закінчив аспірантуру кафедри фізіології людини і тварин біологічного факультету.
- 1980 — асистент кафедри фізіології людини і тварин
- 1981 — кандидатська дисертація «Функціональне значення різних груп і окремих ядер мигдалеподібного комплексу в умовах умовно-рефлективної діяльності щурів».
- 1981–1995 -молодший науковий співробітник НДІ фізіології Київського національного університету ім. Тараса Шевченка.
- 1995 — доцент.
- 1999 — докторська дисертація «Роль нюхового аналізатора у інтегративній діяльності мозку».
- З 1999 — завідувач кафедри фізіології людини і тварин.
- З 2001 — директор НДІ фізіології ім. Петра Богача (за сумісництвом).

## Наукова та освітня діяльність
Коло наукових інтересів — психофізіологія, роль сенсорних систем, зокрема нюхового аналізатора, та різних видів стресу у поведінці людини і тварин. Одним із перших провів дослідження ролі різних ядер мигдалеподібного комплексу у формуванні поведінки. Вивчає вплив стресу на системні зміни діяльності організму людини і тварин. Під його керівництвом розроблено ряд неінвазивних методів тестування Читає загальний курс «Фізіологія людини і тварин», спецкурси: «Фізіологія центральної нервової системи», «Фізіологія вищої нервової діяльності», «Психофізіологія». Активно впроваджує альтернативні методи навчання фізіології та анатомії, є керівником колективу, який створив першу в Україні комп'ютерну навчальну програму «Лігатури Станіуса». Очолює наукову школу світового значення «Психофізіологічні основи діяльності людини». Член Вченої ради Київського національного університету ім. Тараса Шевченка, заступник голови спеціалізованої ради КНУ ім. Тараса Шевченка по захисту дисертацій за спеціальністю «Фізіологія людини і тварин», та член спеціалізованої вченої ради Інституту фізіології ім. О. О. Богомольця НАН України по захисту дисертацій зі спеціальності «Фізіологія людини і тварин». Член редколегії міжнародного журналу «Нейронауки», «Physics of the Alive», член міжнародної організації «За гуманну освіту» InterNICH, член міжнародної робочої групи від України «Впровадження інновацій і альтернатив при викладанні фармакології і фізіології в університетах Східної Європи».

## Нагороди
- Нагорода Ярослава Мудрого АН ВШ України
- Відмінник освіти України
- Орден «За заслуги» ІІІ ступеня

## Основні праці
Автор більше 300 наукових праць, серед них 3 монографії, підручник для ВНЗ, 3 навчальні посібники. Серед них заслуговують уваги
- Обоняние и поведение. К., 2000;
- Біологічні олімпіади школярів. К., 2002 (у співавт.);
- Основні поняття і визначення з курсу фізіології людини і тварин. К., 2003 (у співавт.);
- Teaching physiology is possibl without killing //From guinea pig to computer mouse. InterNICHE, England, 2003;
- Біофізика, фізіологія: Довідник. Луцьк, 2007 (у співавт).
- Фізіологія центральної нервової системи. Підручник. К., 2011
- Психофізіологія: навчальний посібник. К., 2011 (у співавт)